# Neuraeschna maxima
Neuraeschna maxima – gatunek ważki z rodziny żagnicowatych (Aeshnidae).